# Araneus kraepelini
Araneus kraepelini este o specie de păianjeni din genul Araneus, familia Araneidae. A fost descrisă pentru prima dată de Lenz, 1891.
Este endemică în Madagascar. Conform Catalogue of Life specia Araneus kraepelini nu are subspecii cunoscute.